# Liste der Stolpersteine in Wolmirstedt
Die Liste der Stolpersteine in Wolmirstedt enthält alle Stolpersteine, die im Rahmen des gleichnamigen Kunst-Projekts von Gunter Demnig in Wolmirstedt verlegt wurden. Mit ihnen soll Opfern des Nationalsozialismus gedacht werden, die in Wolmirstedt lebten und wirkten. Bei der bislang einzigen Verlegungsaktion wurden am 27. September 2016 drei Steine an einer Adresse verlegt.

## Liste der Stolpersteine
| Adresse                  | Datum der Verlegung | Person | Inschrift | Bild | Bild des Hauses |
| ------------------------ | ------------------- | --- | --- | ---- | --------------- |
| August-Bebel-Straße 43 · | 27. Sep. 2016       | Otto Herrmann (1880–1944) Otto Herrmann stammte aus Landsberg und eröffnete in seinem späteren Wohnort Wolmirstedt ein Bekleidungsgeschäft sowie in Magdeburg einen Wollladen und eine Schürzenfabrik. Er heiratete Regina geb. Manneberg. 1922 kam die gemeinsame Tochter Inge-Ruth zur Welt. Ab 1933 war die Familie zunehmend Repressalien ausgesetzt. 1935 musste Otto Hermann sein Geschäft zwangsverkaufen und mit seiner Familie nach Magdeburg ziehen. 1936 verliert er auch entschädigungslos seinen Anteil an der partnerschaftlich betriebenen Schürzenfabrik. Nach den Novemberpogromen 1938 wurde er für einige Zeit im KZ Buchenwald interniert und musste später Zwangsarbeit verrichten. Seine Tochter konnte Deutschland zuvor mit einem Kindertransport nach England verlassen. 1940 zogen Otto und Regina Herrmann zunächst nach Potsdam-Babelsberg und später zu Verwandten nach Berlin. Am 28. Oktober 1942 wurden beide ins Ghetto Theresienstadt deportiert. Am 16. Oktober 1944 wurde Otto Herrmann ins Vernichtungslager Auschwitz deportiert und dort ermordet. Für Otto Herrmann wurde auch in Magdeburg ein Stolperstein verlegt. | Hier wohnte OTTO HERRMANN Jg. 1880 ‘Schutzhaft’ 1938 Buchenwald deportiert 1942 Theresienstadt 1944 Auschwitz ermordet |      |                 |
| August-Bebel-Straße 43 · | 27. Sep. 2016       | Regina Herrmanngeb. Manneberg (1886–1944) Regina Herrmann stammte aus Zittau. Nach dem Umzug nach Berlin wurde sie am 28. Oktober 1942 gemeinsam mit ihrem Mann ins Ghetto Theresienstadt und am 28. Oktober 1944 mit dem letzten Transport weiter ins Vernichtungslager Auschwitz deportiert, wo sie ermordet wurde. Für Regina Herrmann wurde auch in Magdeburg ein Stolperstein verlegt. | Hier wohnte REGINA HERRMANN geb. Manneberg Jg. 1886 deportiert 1942 Theresienstadt 1944 Auschwitz ermordet             |      |                 |
| August-Bebel-Straße 43 · | 27. Sep. 2016       | Inge-Ruth Poppert geb. Herrmann (1922–?) Inge Ruth Poppert war die Tochter von Otto und Regina Herrmann. Sie konnte 1938 mit einem Kindertransport ins Vereinigte Königreich und von dort aus nach Australien ausreisen. | Hier wohnte INGE-RUTH HERRMANN verh. Poppert Jg. 1922 Kindertransport 1938 England 1938 Australien                     |      |                 |